# Podstrana
Podstrana ist eine Verbandsgemeinde in Dalmatien mit 10403 Einwohnern (2021). Es liegt an der kroatischen Küste, etwa 8 km südlich der Stadt Split.

## Ortsgemeinden
1. Gornja Podstrana
2. Mutogras
3. Sv. Martin
4. Grljevac
5. Strožanac

## Geschichte
Das Gebiet des heutigen Podstrana war schon während der Steinzeit bewohnt, doch einen Beweis für die Existenz aus Stein gebauter Häuser liefert neben archäologischen Funden erst eine Überlieferung des römischen Schreibers Plinius des Älteren. Er berichtet von einem Kastell, das hier von illyrischen Siedlern errichtet und kurz darauf von den römischen Invasoren eingenommen wurde. Anfang des 7. Jahrhunderts wurden slawische Stämme in Podstrana heimisch.
Podstrana wurde im Jahr 1444 den Dogen Venedigs unterstellt und später, zwischen 1514 und 1686 den Türken. Von 1686 bis 1806 gehörte Podstrana zur ehemaligen Republik Poljica.
1806 eroberte Napoleon I. die Gegend, wenig später wurden die Franzosen durch die Österreicher vertrieben.

## Wirtschaft
Die meisten Einwohner leben von Landwirtschaft und Tourismus.

## Städtepartnerschaften
Die Partnerstadt von Podstrana ist Vukovar in Kroatien und Murska Sobota in Slowenien.

## Persönlichkeiten
- Ante Kaštelančić (1911–1989), Maler, Grafiker und Kunsterzieher